# Irina Baskakova
Irina Baskakova (Unión Soviética, 25 de agosto de 1956) fue una atleta soviética, especializada en la prueba de 4x400 m en la que llegó a ser medallista de bronce mundial en 1983.

## Carrera deportiva
En el Mundial de Helsinki 1983 ganó la medalla de bronce en el relevo de 4x400 metros, con un tiempo de 3:21.16 segundos, tras Alemania del Este y Checoslovaquia (plata), siendo sus compañeras de equipo: Marina Ivanova, Elena Korban y Mariya Pinigina.